# Paul Löbe

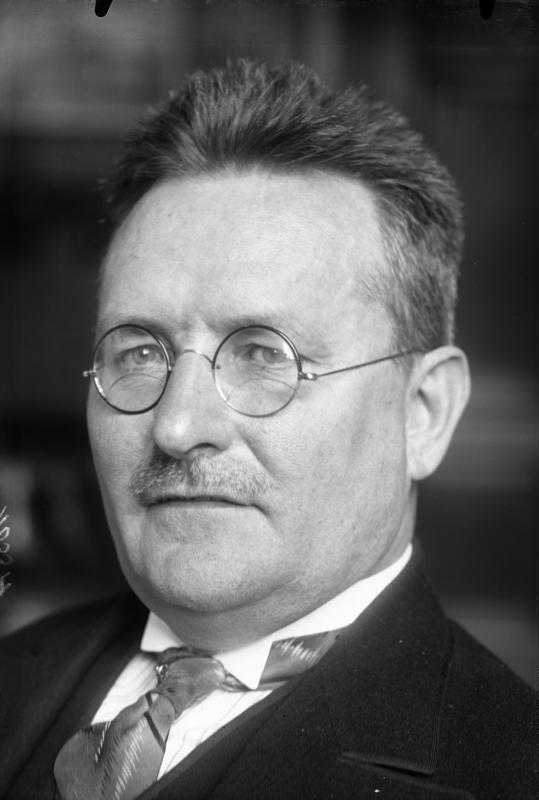
Paul Löbe

Paul Löbe (ur. 14 grudnia 1875 w Legnicy, zm. 3 sierpnia 1967 w Bonn) – niemiecki polityk, członek SPD.

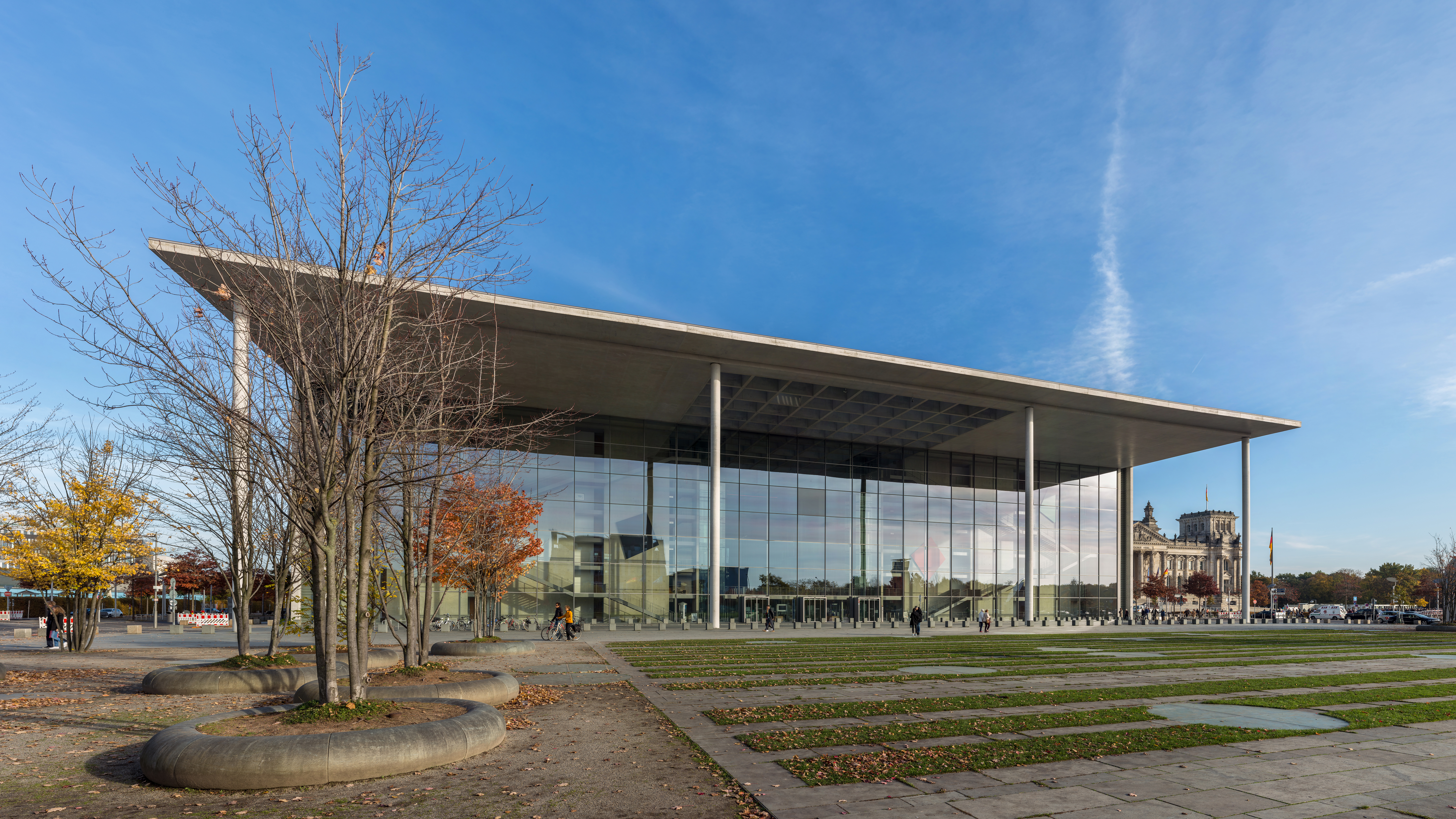
Paul-Löbe-Haus, Berlin

Redaktor śląskiego organu SPD „Volkswacht”, został 25 czerwca 1920 roku wybrany na prezydenta niemieckiego parlamentu i funkcję tę pełnił do 1932 roku. Aresztowany, przeżył obóz Groß-Rosen w Rogoźnicy, a w 1949 r., w uznaniu zasług, wybrano go na honorowego prezydenta I niemieckiego Bundestagu.